# Turčianske Teplice
Turčianske Teplice es la capital del distrito de Turčianske Teplice en la región de Žilina, Eslovaquia, con una población estimada a final del año 2017 de 6390 habitantes. 
Se encuentra ubicada al suroeste de la región, cerca del curso alto del río Váh (cuenca hidrográfica del Danubio) y de la frontera con las regiones de Banská Bystrica y Trenčín.

## Demografía
| Año        | 1994 | 2004    | 2014    | 2024    |
| ---------- | ---- | ------- | ------- | ------- |
| Población  | 7285 | 6929    | 6518    | 6069    |
| Diferencia |      | −4,88 % | −5,93 % | −6,88 % |

| Año        | 2023 | 2024    |
| ---------- | ---- | ------- |
| Población  | 6178 | 6069    |
| Diferencia |      | −1,76 % |